# إبراهيم خاتون العاملي
الشيخ إبراهيم بن حسن بن علي بن أحمد بن محمد بن علي بن خاتون العاملي. هو رجل دين شيعي لبناني من جبل عامل من أسرة آل خاتون.(1) ويختلف عن إبراهيم بن الحسن بن خاتون العاملي العيناثي الذي كان معاصراً للحر العاملي الذي ترجم له في كتابه أمل الآمل في تراجم علماء جبل عامل.
وقد ترجم له محسن الأمين في موسوعة أعيان الشيعة ذاكراً أنَّ له كتاب قصص الأنبياء من طرق الشيعة، وقال: ”رأينا منه نسختين مخطوطتين في جبل عامل“.